# Лейк (окръг, Монтана)
Вижте пояснителната страница за други населени места с името Лейк.
Окръг Лейк (на английски: Lake County) е окръг в щата Монтана, Съединени американски щати. Площта му е 4284 km², а населението - 30 273 души (2017). Административен център е град Полсън.

## Градове
- Ронан